# Microchthonius kasteli
Espèce
Microchthonius kasteli est une espèce de pseudoscorpions de la famille des Chthoniidae.

## Distribution
Cette espèce est endémique de Croatie. Elle se rencontre dans la grotte Mićoletova Jama à Rudine.

## Description
La femelle holotype mesure 1,855 mm.

## Étymologie
Son nom d'espèce lui a été donné en référence au lieu de sa découverte, Kaštela.

## Publication originale
- Ćurčić, Rađa, Dimitrijević, Ćurčić, Ćurčić, Makarov & Ilić, 2014 : Microchthonius kasteli n. sp. (Chthoniidae, Pseudoscorpiones) – A new cave false scorpion from Croatia (Dalmatia). Archives of Biological Science, vol. 66, no 1, p. 437–443.